# 徳満寺 (長野県飯綱町)
徳満寺（とくまんじ）は、長野県上水内郡飯綱町大字牟礼にある真宗大谷派の寺院。清水山と号する。本山は、京都東本願寺。

## 歴史
- 寺の開祖 了玄は、越前国南条郡脇本郷の人で、父は榮部内蔵之助景貞。本姓は平氏である。寿永2年源義仲（木曽義仲）に襲われ、越後国春日山の麓大場町に寓居した。

たまたま越後国府に流謫されていた親鸞の勧化により覚善の法名を賜り、親鸞の守護職となる。
その後、親鸞は赦免され建保2年（1214年）越後から信州を経て関東へ布教の途に上る。その途中、榮部蔵之助覚善は親鸞と別れ、信州神代郷片岡清水窪（現 長野市豊野）に庵室を結ぶ。
- 承久3年（1221年）覚善は、この地に客死す。（享年72）
- 貞応2年（1223年）覚善の子隼人了玄によって榮部安養道場（徳満寺）の草堂が出来る。
- 承応2年（1289年）榮部隼人了玄はこの草庵を去り、牟礼に清水山龍宮院 徳満寺を建立。
- 正徳4年（1714年）4月22日御堂建立。
- 宝暦5年（1755年）本堂建立。
- 昭和9年（1934年）大雪のため本堂屋根崩壊。
- 昭和11年（1937年）上棟。
- 平成25年（2013年）火災のため本堂・庫裏を全焼。
- 平成28年（2016年）本堂・庫裏を再建。

## 所在地
長野県上水内郡飯綱町大字牟礼2812

## 山門
- 建立年は不明。梵鐘は、昭和17年太平洋戦争により供出。代替にコンクリート製の梵鐘[2]を提げた。
- 昭和54年（1979年）屋根改修。梵鐘再鋳。

## 周辺
- 飯綱町役場